# Castillo de cueva

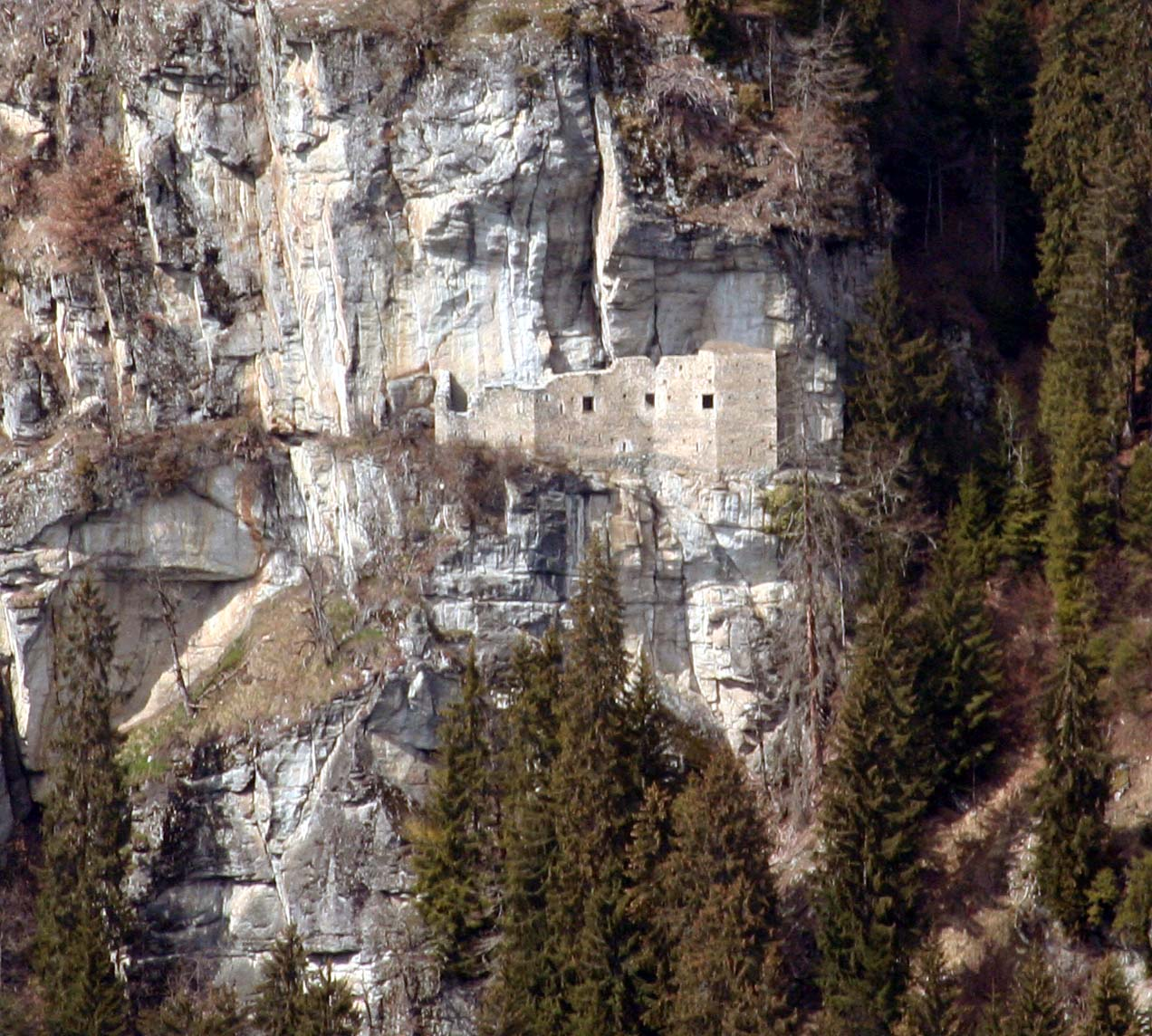
Castillo de Kropfenstein, Suiza.

Un castillo de cueva, castillo rupestre (en alemán: Höhlenburg) o un castillo de gruta (en alemán: Grottenburg) es un castillo residencial o refugio que se ha construido en una cueva natural. Pertenece a la categoría de castillos de colina. A diferencia de otros tipos (como los castillos de foso), dichos castillos solo pueden ser asaltados desde el frente o perforando la roca de arriba. La puerta de entrada suele estar ubicada en medio de una pared rocosa, lo que dificulta su penetración. Los descubrimientos arqueológicos han revelado que las cuevas se utilizaron como lugares de refugio desde la Edad de Piedra. Los primeros castillos rupestres medievales surgieron en los siglos XI y XII. En los siglos XIV y XV este tipo se generalizó, especialmente en ciertas partes de Francia y Suiza.

## Ubicación y diseño

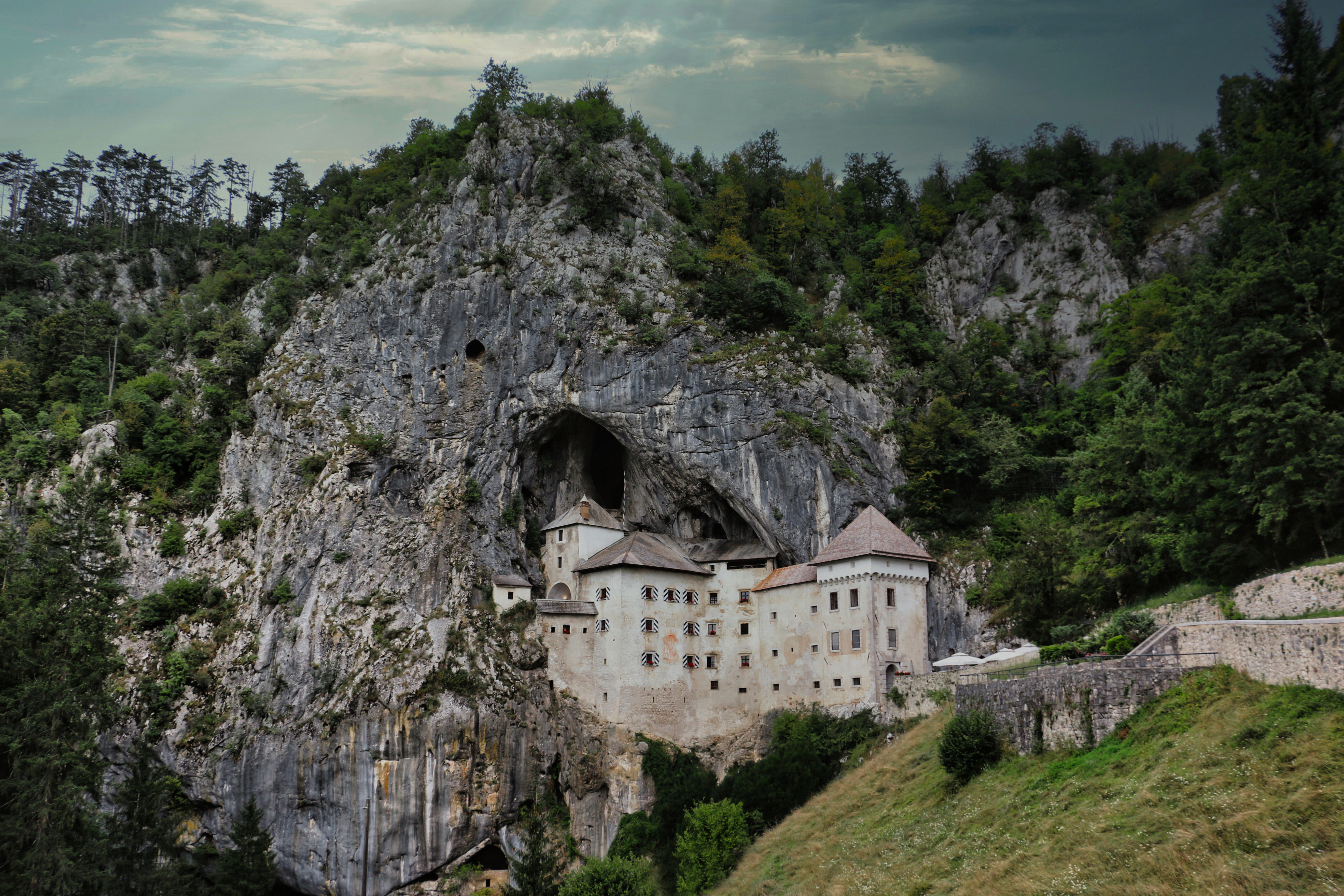
Castillo de gruta de Predjama, Eslovenia.

El castillo de cueva se construyó generalmente al pie de una pared rocosa alta y al nivel de una o más pendientes empinadas de pedregal; Sin embargo, son bastante raros en las regiones montañosas. Por ejemplo, en el Tirol del Norte, solo se conocen cuatro sitios hasta la fecha: Altfinstermünz en el valle de Inn, Loch cerca de Unter-Pinswang, Lueg am Brenner y uno en Herrenhauswand cerca de Schwendt. En varias regiones de Suiza y Francia, el material de roca blanda proporciona una buena base para la construcción de castillos en cuevas y grutas. Hay mucho más de este tipo en los Grisones, Tesino, Valais o Dordoña que, por ejemplo, en Baviera o el Tirol. Los edificios domésticos y los establos generalmente se ubicaban en el fondo del valle, porque a menudo solo se podía acceder a la cueva por senderos empinados y estrechos. Las excavaciones han revelado el nivel de vida relativamente alto en varios castillos de cuevas, es posible que otros sitios solo hayan estado habitados una parte del tiempo y vigilaban puertos de montaña o cruces de carreteras importantes. Por razones similares, la mayoría de ellos no tenían bergfried u otras torres, una excepción es el castillo de Loch cerca de Eichhofen en Baviera, que tiene uno imponente circular en su parte delantera.
En muchos casos, la cueva o gruta fue simplemente sellada por una pared frontal y dividida internamente por tabiques de piedra o madera, aunque varios se convirtirían más tarde en sedes representativas y se ampliaron en consecuencia, como el castillo de Stein y el castillo de Predjama. Desde una perspectiva de ingeniería, el castillo de la cueva está estrechamente relacionado con el castillo roquero, pues en este caso también se incorporaron a la estructura aberturas en la roca naturales o ensanchadas artificialmente. En Europa central, muchos de estos castillos de roca se han conservado en las regiones de arenisca del sur y centro de Alemania o en Bohemia, como los de las montañas de arenisca del Elba, el bosque del Palatinado y las colinas de Haßberge.

## Castillos de cueva y castillos de gruta

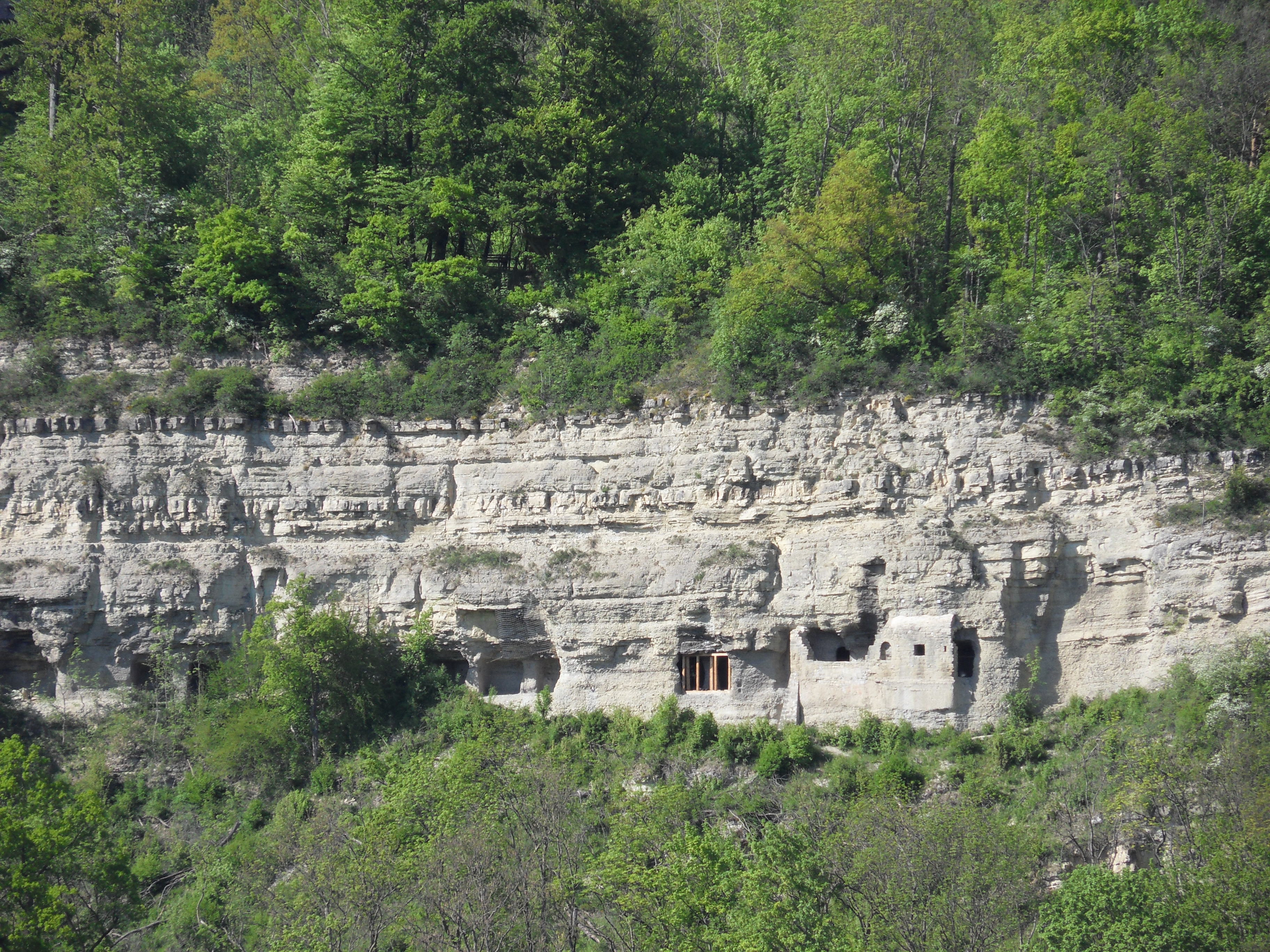
Castillo de Buchfart, Alemania.

En la literatura técnica se hace una distinción entre castillos de cueva y castillo de gruta. En el caso de este último, se construyó un castillo completo frente o dentro de una gruta natural, como en el caso del castillo de Predjama, mientras que en el caso de un castillo de cueva, la cueva solo se cerró con una pared frontal y se dividió internamente con tabiques de madera o piedra, aunque en el uso popular ambos términos se utilizan más o menos indistintamente.

## Ejemplos
- Castillo de Wolkenstein, Italia
- Castillo de Stein, Alemania
- Castillo de Predjama, Eslovenia.
- Puxerloch, Austria.
- Castillo San Gotardo, Italia
- Castillo de Luegstein, Alemania
- Castillo de Wichenstein, Suiza.
- Qal'at Ibn Maan, Israel.
- Cave de Sueth, Jordania[1]
- Fortaleza de Niha, Líbano.[1]
- Magharat Fakhr ad-Din, Líbano.[1]
- Jebel Quruntul, sobre Jericó, Palestina[1]
- Castillo de Viguera (España)
- Castillo de Los Fayos (España)